# Fimbraria nepalensis
Fimbraria nepalensis là một loài rêu trong họ Aytoniaceae. Loài này được Taylor mô tả khoa học đầu tiên năm 1837. Danh pháp khoa học của loài này chưa được làm sáng tỏ. 